# William à Court, 1. Baron Heytesbury

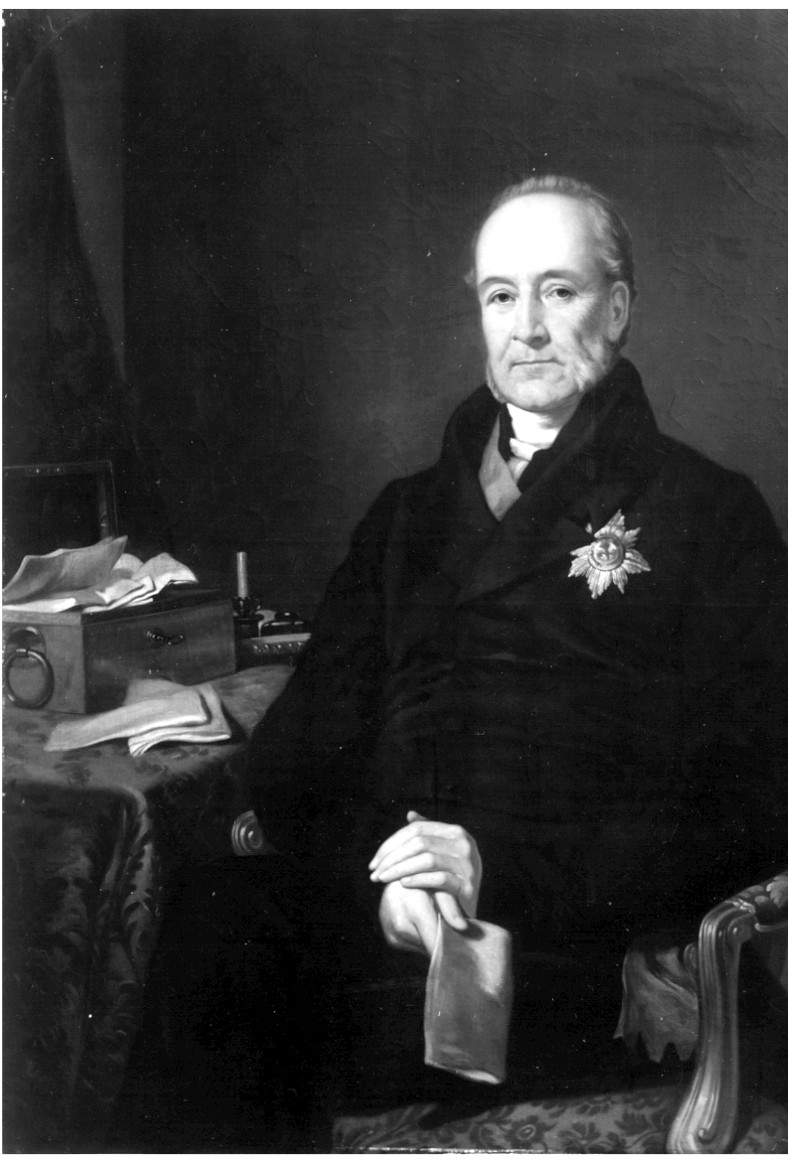
William à Court, 1. Baron Heytesbury

William à Court, 1. Baron Heytesbury, GCB, PC (auch A’Court geschrieben, * 11. Juli 1779 in The Close, Salisbury, Wiltshire; † 31. Mai 1860 in Heytesbury, Wiltshire), war ein britischer Diplomat und konservativer Politiker (Tory).

## Leben und Wirken
William à Court stammte aus der südwestenglischen Gentry-Familie à Court. Er war der älteste von drei Söhnen des Offiziers und Unterhausabgeordneten Sir William Pierce Ashe à Court, 1. Baronet, aus dessen zweiter Ehe mit Laetitia Wyndham. Seine jüngeren Brüder waren der Marineoffizier Edward Henry und der Armeeoffizier Charles.
Nach dem Besuch des Eton College schlug er eine Laufbahn im diplomatischen Dienst ein. Von 1801 bis 1807 diente er als Gesandtschaftssekretär und zeitweise auch Chargé d’affaires in den vereinigten Königreichen Neapel und Sizilien. Ab 1805 versuchte er, mit Unterstützung der väterlichen Freunde im Parlament wie dem Duke of Portland, auf einen höheren Posten in einem deutschen Staat oder in Sardinien-Piemont befördert zu werden, was aber scheiterte. Nach der Besetzung Neapels durch napoleonische Truppen gegen Ende des dritten Koalitionskrieges kehrte er nach England zurück.
Bald darauf, im April 1807, unterstützte er den 11. Earl of Pembroke bei dessen diplomatischer Mission in Wien; das Scheitern der Mission machten à Courts Hoffnungen auf einen Posten hier zunichte. Den später folgenden halbherzigen Vorschlag, kurzzeitig Interim-Minister-plenipotentiary in Sizilien zu werden, lehnte er ab.
1808 heiratete er in Londoner Kirche St. George’s Maria Rebecca Bouverie (1783–1844), die Tochter des Parlamentariers William Henry Bouverie und Enkelin des 1. Earl of Radnor väterlicherseits und des 14. Earl of Morton mütterlicherseits. Das Paar hatte sechs Kinder, von denen jedoch nur drei das Erwachsenenalter erreichten und nur zwei den Vater überlebten.
1812 wurde à Court zum First Commissioner for Affairs in Malta ernannt und erhielt die Aufgabe, auf der bisher vom britischen Militär verwalteten Insel eine Zivilregierung aufzubauen. Nach seiner baldigen Rückkehr kandidierte er bei der Wahl Ende 1812 als Stellvertreter seines Schwagers Charles Henry Bouverie für das Unterhaus. Bouverie wurde gewählt, wechselte aber in einen anderen Wahlkreis, so dass à Court Ende Dezember für Dorchester ins Parlament einzog und dort der konservativen Tory-Fraktion angehörte. 1813 wurde er jedoch als außerordentlicher Gesandter in die Barbareskenstaaten entsandt, um neben dem Problem der Piraterie auch über Nachschublieferungen für die britische Armee in Spanien zu verhandeln. Aufgrund seiner Abwesenheit nahm er lediglich an einer Abstimmung im Parlament teil, nämlich im März 1813, als er den Catholic Relief Act ablehnte.
1814 kehrte er, nun als Minister-plenipotentiary (also ranghöchster Diplomat), nach Neapel zurück und gab gleichzeitig seinen Parlamentssitz auf; als Unterhausabgeordneter folgte ihm Samuel Shepherd nach. In Neapel sollte er den Einfluss seines liberalen Amtsvorgängers William Bentinck rückgängig machen. Trotz seiner konservativen Haltung stand er dem (erfolglosen) Militärputsch von 1820 wohlwollend gegenüber, was auch die Unterstützung des britischen Außenministeriums fand.
Nachdem es ihm Ende 1817 nicht gelungen war, die begehrte Botschafterposition in Berlin zu erlangen, ging er 1822 als außerordentlicher Gesandter nach Spanien. 1824 wurde er dann Botschafter in Portugal. Von 1828 bis 1832 war er schließlich Botschafter im Russischen Kaiserreich. Seine zarenfreundliche Haltung beim Russisch-Türkischen Krieg 1828/29 führte zum Konflikt mit dem Premierminister, dem 1. Duke of Wellington.
Mit dem Tod des Vaters hatte William à Court bereits im Juli 1817 dessen Adelstitel Baronet, of Heytesbury, geerbt, der diesem 1795 in der Baronetage of Great Britain verliehen worden war. Im gleichen Jahr war er in den Kronrat (Privy Council) berufen worden; 1819 wurde er zum Knight Grand Cross des Order of the Bath geschlagen. Im Januar 1828 wurde er für seine Staatsdienste als Baron Heytesbury zum Peer erhoben. Mit dem Titel war ein erblicher Sitz im House of Lords verbunden.
In seinem Heimatort Heytesbury besaß die Familie à Court nahezu sämtliche Grundstücke; aufgrund des hier geltenden Grundeigentümer- (burgage holder) Wahlrechts konnte William à Court die beiden Parlamentsabgeordneten des Ortes faktisch selbst frei bestimmen (pocket borough). Einen der beiden Plätze nahm der Bruder Edward Henry für über ein Jahrzehnt lang ein, der zweite Platz wurde meistbietend verkauft. Der jüngere Bruder Charles saß wenige Monate im Parlament und übernahm dann die Verwaltungsaufgaben für den meist abwesenden Lord. 1832 wurde der Wahlkreis Heytesbury durch den Reform Act aufgelöst.
1835 sollte Lord Heytesbury Generalgouverneur von Indien werden, was aber durch den Sturz der Peel-Regierung scheiterte. Während der zweiten Regierung Peels war er von 1844 bis 1846 Lord Lieutenant of Ireland. Seine Amtszeit wurde von der großen irischen Hungersnot überschattet.
Von 1841 bis 1857 fungierte er als Gouverneur der Isle of Wight, ein Ehrenamt vor allem zeremonieller Natur. In seiner Freizeit war er auch als Schriftsteller tätig und veröffentlichte 1840 das Werk Montalto: a Tragedy in Five Acts, with other Poems.
Lord Heytesbury starb 1860 im Alter von 80 Jahren in seinem Anwesen. Er gilt als einer der fähigsten britischen Diplomaten seiner Zeit, blieb aber wenig bekannt und wurde weithin unterschätzt.
Sein erster und damals einzig noch lebender Sohn William Henry folgte ihm als Baron Heytesbury nach. Seine Tochter Cecilia Maria (1811–1889) heiratete einen Sohn von James Daly, 1. Baron Dunsandle and Clanconal.